# 維賈雅蒂瑪拉
維賈雅蒂瑪拉·巴里（英語：Vyjayanthimala Bali，1936年8月13日—）是印度女演員，主要作品为是寶萊塢电影和南印度电影。她曾三次獲印度電影觀眾獎的最佳女演員奖项及贏得最佳女配角殊榮。
她以「維賈雅蒂瑪拉」為藝名，是宝莱坞和南印度电影界最頂尖的女影星之一。电影以外，維賈雅蒂瑪拉亦以擅長跳舞為人所知。

## 外部連結
- 維賈雅蒂瑪拉在互联网电影资料库（IMDb）上的資料（英文）